# .fi
.fi är Finlands toppdomän.
Numera kan finländska samfund, främmande staters beskickningar och personer med finsk hemort registrera godtyckliga domännamn under Finlands toppdomän, med några restriktioner.

## Tillåtna domännamn
Namnet får inte strida mot god sed, inte rättsstridigt baseras på annans skyddade namn eller märke, inte baseras på fysisk persons namn annat än eget och inte sökas för senare förmedling till annan. Därtill finns det tekniska restriktioner och förbud att registrera vissa specifika namn, såsom namn på samfundsformer, namn på toppdomäner och av kommunikationsverket reserverade förkortningar.
Så kallade internationaliserade domännamn kan registreras. Tillåtna tecken är de som används i svenska, i finska och i Finland talad samiska. Tecken andra än de i DNS tillåtna ASCII-tecknen kodas med punycode i enlighet med RFC 3492. Sådana tecken är (2009) å,ä,ö, à, â, č, đ, ǥ, ǩ, ŋ, š, ŧ, ž, ʒ, ǯ och õ. Bindestreck får inte användas som första eller sista tecken och inte som tredje och fjärde tecken.

## Ansökan och administration
Ansökan om domännamn görs hos kommunikationsverket och den sökande är skyldig att själv kontrollera namnets laglighet. Antingen skall ansökan göras via någon som tillhandahåller domännamnstjänster och registrerat denna sin verksamhet eller också skall den sökande uppge två fungerande namnservrar (se DNS). Domännamnet beviljas för tre år, varefter det kan förnyas för tre år åt gången. Olagliga domännamn kan återkallas, liksom domännamn vars administration försummas.
Tilldelning av domännamn regleras genom lag och kommunikationsverkets närmare direktiv. Samma lag gäller också Ålands landskapskod .ax.

## Historia
Toppdomänen .fi beviljades ursprungligen 1986 på ansökan av finska unix-användare att administreras av Tammerfors tekniska högskola och överfördes sedan först till FICIX och sedan till kommunikationsverket.
Före 2003, då de nuvarande bestämmelserna infördes, hade Finland (liksom Sverige) en mycket restriktiv politik gällande domännamnen. Då kunde andra än myndigheter endast använda registrerade namn och varumärken som domännamn. Å ena sidan bidrog detta till ett gott rykte för .fi-domänen, å den andra till att många registrerade sig under till exempel toppdomänerna .com, .net och .to. Bestämmelserna lättades upp radikalt 2003 och ytterligare något 2005 och 2006 då skandinaviska, och senare också samiska, tecken tilläts samt privatpersoner tilläts registrera domännamn.
.fi-domänen lever ännu upp till sitt goda rykte: enligt en undersökning publicerad av McAfee 2007 är .fi-domänen världens säkraste